# 10446 Siegbahn
10446 Siegbahn è un asteroide della fascia principale. Scoperto nel 1977, presenta un'orbita caratterizzata da un semiasse maggiore pari a 2,2228413 UA e da un'eccentricità di 0,1147057, inclinata di 6,71300° rispetto all'eclittica.